# 戴维·霍尔 (田径运动员)
戴维·霍尔（英語：David Hall，1875年5月1日—1972年5月27日），美国男子田径运动员。他曾代表美国参加1900年夏季奥林匹克运动会田径比赛，获得男子800米铜牌、男子1500米第四名。